# KAPOVAZ
KAPOVAZ ist die Abkürzung für „Kapazitätsorientierte variable Arbeitszeit“. Es handelt sich um eine aus den USA übernommene Form der Teilzeitarbeit.
Es  bedeutet Leistung einer im Umfang fest vereinbarten Arbeitszeit auf Abruf (siehe auch: Abrufarbeit). Für die Mitarbeiter ist damit im Extremfall eine ständige Arbeitsbereitschaft verbunden. Diese Variante der Arbeitszeitflexibilisierung findet sich in größerem Umfang vor allem im Einzelhandel.
Eine abgeschwächte Ausprägung eines KAPOVAZ-Arbeitsverhältnisses geht grundsätzlich von einem starren Arbeitszeitsystem mit festen Arbeitszeiten aus – und ermöglicht für bestimmte befristete Perioden im Rahmen einer Arbeitszeitflexibilisierung die variable Arbeitszeit: dann (beispielsweise in der Vorweihnachtszeit) hat der Arbeitnehmer entsprechend auf Abruf zu arbeiten. So können  Betriebe besonders flexibel auf saisonale Schwankungen reagieren.

## Funktionsweise
KAPOVAZ ist eine Sonderform der Teilzeitarbeit. Man kann sie, wenn sich die Arbeitsblöcke auf der Grundlage einer reduzierten Wochenarbeitszeit zum Beispiel über den Ausgleichszeitraum von einem Jahr verteilen, auch als Jahresteilzeit bezeichnen. Gegenüber der klassischen Variante der Teilzeitarbeit ermöglicht die Abrufarbeit jedoch eine erheblich höhere Flexibilität des Arbeitgebers.
Der Arbeitgeber kann mithilfe der Abrufarbeit sowohl die Lage als auch die Dauer der geleisteten Arbeitszeit seiner Mitarbeiter flexibel an den jeweiligen Bedarf anpassen. Häufig wird bei der Gestaltung von KAPOVAZ zwischen Arbeitnehmern und Arbeitgebern auf der Basis der vereinbarten regelmäßigen wöchentlichen Arbeitszeit ein erhöhtes Entgelt vereinbart. Während der Arbeitnehmer somit ein kalkulierbares und regelmäßiges Einkommen hat, ist es dem Arbeitgeber nach wie vor möglich, innerhalb vereinbarter und geregelter Grenzen auf den Arbeitnehmer zuzugreifen.
Im deutschen Arbeitsrecht regelt § 12 des Teilzeit- und Befristungsgesetzes Ankündigungsfristen und Mindestarbeitszeiten. Zuungunsten des Arbeitnehmers darf nur auf der Basis eines Tarifvertrages davon abgewichen werden. Ist eine Anforderung der Arbeitsleistung der Mitarbeiter aus betrieblichen Gründen kurzfristiger nötig, wird der Tarifvertrag dafür einen in der Regel finanziellen Ausgleich vorsehen. Solche Entgelt- oder Zeitzuschläge berücksichtigen somit die besonderen Einschränkungen in der Zeitsouveränität der betroffenen Arbeitnehmer. Die gesetzlich vorgeschriebene Kontrolle (Arbeitszeitgesetz) des Arbeitszeitsaldos sollen beispielsweise Arbeitszeitkonten gewährleisten.
Anders als bei KAPOVAZ sind bei anderen Flexibilisierungslösungen wie beispielsweise der einfachen oder der qualifizierten Gleitzeit sowie der flexiblen Altersgrenze Zugewinne an Zeitsouveränität für den Arbeitnehmer zu erwarten.
Mit der Bezeichnung KAPOVAZ ist in der öffentlichen Diskussion häufig nicht ein bestimmtes Arbeitszeitmodell verknüpft:  Vielmehr wird der Begriff in der politischen Diskussion verwendet, um die Gefährdungen in der Arbeits- und Lebenssituation der Beschäftigten zu verdeutlichen, die  kurzfristige Arbeitseinteilungen oder Abrufarbeit auslösen können. Denn KAPOVAZ dient häufig dazu, mangelhafte Einsatzplanung der Arbeitgeber (Arbeitszeitmanagement) auszugleichen.
Eine andere Form der flexiblen Arbeitszeitgestaltung ist „FREQUOVAZ“. Hierbei wird die Arbeitszeit an die Kundenfrequenz angeglichen.